# 马鞍镇 (崇仁县)
马鞍镇，是中华人民共和国江西省抚州市崇仁县下辖的一个乡镇级行政单位。

## 行政区划
马鞍镇下辖以下地区：
马安坪社区、乌石村、郭家村、汤溪村、大同村、马安村、蔡家村、吕坊村、松坑村和塘边村。